# الحضن (ذرحان)
قرية الحضن هي إحدى قرى عزلة ذرحان في مديرية بلاد الطعام في محافظة ريمة اليمنية 
ويبلغ تعداد سكانها 769 نسمة حسب التعداد السكاني في اليمن لعام 2004.

تعديل مصدري - تعديل

## التسمية
1. الحضن في اللغة الصدر.
  1. والحضن أيضا مأوى الطير والحيوان والإنسان، ويقال: صنع الطائر عشا في حضن الجبل.
  2. والحضن من كل شيء: ناحيته وجانبه.
  3. يقال في المعارك: حضنا الجيش، أي الميمنة والميسرة.
2. وفي تضاريس الأرض يقال: حضن الجبل، أي سفح الجبل، ولذا يقولون: مازال يقطع أحضان الأرض، ومازال يقطع أحضان الجبال.

'الحضن' بفتح الحاء وفتح الضاد - أكبر قرى عزلة ذرحان من حيث المساحة والسكان، وهي شبة هضبة صغيرة مستوية مابين سفح جبلي الشرف والزعلاء، ومحاط ومحضون بالجبال حوله، ومنه جاءت التسمية.

## التقسيم الإداري
يتبع قرية الحضن ثمانية عشر محلا/حارة بحسب التقسيم الإداري للجمهورية اليمنية وهن (المعزب - عميترية - الحقلي - النقيل - ماور/المقسم - الدية - اللكمة - الحرة - الملطة - الجبجبة - الشرف - ضرم - مامونة - ينهب - شبيبة - الحجر - حضن جرادي - شعيبة متيعة).

### المصدر
- الدليل الشامل

https://www.yemenna.com/index.php?go=guide&op=show_vill&ide=32041

## الموقع
تقع قرية الحضن في الثلث الشرقي لذرحان، ويطل عليها جبل الشرف الشهير والمعروف، وتعد قرية الحضن عاصمة لعزلة ذرحان ورأس حربتها وموطن مثقفيها وأعلامها منذ القدم حتى يومنا هذا، ويعتبرها الأهالي ثلث ذرحان غرما وعددا وجغرافيا إن لم تكن هي ذرحان جله.

## معالم تأريخية وأثرية

### مسجد قرية الحضن
ويسمى الجامع القديم لقرية الحضن في عزلة ذرحان، مديرية بلاد الطعام، محافظة ريمة. 
يبعد حوالي 20 مترا جنوبا من قبة قرية الحضن أي بالقرب منها وأقدم منها بنحو أربعة قرون والمسمى «المسجد القديم للقرية»، والذي بني في عهد الدولة الرسولية على يد الفقيه العالم أبوبكر بن عبد الله الريمي، المتوفي سنة 680 هجرية، الحثيثي الأصل، والذي سكن قرى «حدلان» ثم «الحضن» في جبل ذرحان. 
بنى المسجد القديم في «قرية الحضن»، ودرس فيه تلاميذه ومنهم فقهاء بني الحكمي في القرن السابع الهجري، ثم انتقل إلى مدينة زبيد، وكان مدرسا في المدرسة التاجية بزبيد والتي لا تزال قائمة حتى اليوم، ومن أحفاده العالم الشهير جمال الدين الريمي قاضي الأقضية ورئيس الإفتاء في اليمن في عهد الدولة الرسولية ومؤسس المدرسة الفقهية (مدرسة جمال الدين الريمي) في زبيد.